# 羊希
羊希（？—468年），字泰闻，泰山郡南城县人，南朝宋官员。
他是羊玄保哥哥的儿子，年轻时就很有才华。大明初年，担任尚书左丞。西阳王刘子尚向宋孝武帝报告山湖的禁令有所松弛，羊希认为壬辰詔書已经名存实亡，于是提议按照身份等级重新设定山泽私有的限制，这一建议被孝武帝采纳。右卫将军刘瑀与右卫府司马何季穆关系紧张。由于何季穆和建平王刘宏关系亲近，便屡次向刘宏表露对刘瑀的不满。刘瑀被任命为益州刺史后，刘宏让羊希弹劾刘瑀强夺士人的妻子做妾，刘瑀因此被免职，心中怨恨羊希。刘瑀的门生谢元伯在刘瑀和羊希之间往来，向刘瑀说明这次弹劾并非羊希本意，而是刘宏的意思。刘瑀当天就带着礼物去拜访刘宏表示谢罪，还把从羊希那里听到的情况说了出来。羊希因泄露秘密而被免职。大明末年，羊希在始安王刘子真麾下担任征虏司马，还曾任黄门郎、御史中丞。泰始三年（467年），他以宁朔将军、广州刺史的身份赴任。他请求派自己的女婿萧惠徽担任长史、南海郡太守，宋明帝没有同意。后来他又请求派萧惠徽担任东莞郡太守，这次得到了批准。羊希抵达广州后，因长史、南海郡太守陆法真辞官，他再次请求任命萧惠徽为长史，触怒了明帝，被降职为横野将军。明帝任命李万周为步兵校尉，加授宁朔将军称号，让他代理广州事务。但后来发现李万周、刘嗣祖有谋反计划，羊希便将他们处死。泰始四年（468年），羊希派刘思道代理晋康郡太守，去讨伐俚人。刘思道违背羊希的指示，打了败仗，羊希于是想派人逮捕他。刘思道不愿被绑，率领部下攻打广州。羊希派平越长史邹琰在朝亭阻击，邹琰战败被杀。刘思道进而攻打州城，司马邹嗣之在西门抵抗，也战败身亡。羊希试图从城中逃出，却被刘思道抓获并杀害。府参军邹曼战败，东莞郡太守萧惠徽也战败而死。后来龙骧将军陈伯绍讨伐刘思道，平定了叛乱。羊希被追赠辅国将军称号。羊希的儿子羊崇，字伯远，曾任尚书主客郎，在羊希死后不久也去世了。